# 2 Broke Girls
2 Broke Girls (Brasil: Duas Garotas em Apuros / Portugal: Duas Miúdas nas Lonas) é uma sitcom de televisão estadunidense, do gênero comédia, que foi ao ar pela CBS de 19 de setembro de 2011 até 17 de abril de 2017. A série foi produzida para a Warner Bros. Television, e criada por Michael Patrick King e Whitney Cummings. Situada no bairro de Williamsburg, no Brooklyn, Nova Iorque, o show é protagonizado por Kat Dennings como Max Black e Beth Behrs como Caroline Channing.
No Brasil, a série foi transmitida pelo canal pago Warner Channel e pelo canal aberto SBT. Agora está sendo exibida pelo serviço de streaming Globoplay. Em Portugal, é transmitida pelo canal pago Fox Comedy.
Em 12 de maio de 2017, a série foi cancelada após seis temporadas.

## Sinopse
A série narra a vida de duas garçonetes em seus vinte e poucos anos: Max Black (Kat Dennings), a filha de uma mãe pobre da classe trabalhadora e de pai desconhecido, e Caroline Channing (Beth Behrs), que nasceu rica, mas agora está sem dinheiro devido ao seu pai, Martin Channing (Steven Weber), ser pego operando um esquema ilegal. As duas trabalham juntas em um restaurante em Williamsburg, Brooklyn, e logo se tornam companheiras e melhores amigas, enquanto a construção em relação ao seu sonho de um dia abrir uma loja de cupcakes. Entre aqueles que trabalham com elas no restaurante são: o seu chefe coreano, Han Lee (Matthew Moy); Oleg (Jonathan Kite), um cozinheiro ucraniano otimista, mas pervertido; e Earl (Garrett Morris), um idoso afro-americano.
Durante a maior parte da primeira temporada, Max é também uma babá em tempo parcial para os bebês gêmeos de Peach Landis (Brooke Lyons), que durante a temporada adota o cavalo de Caroline. No final de cada episódio, um registro mostra o quanto elas fizeram em relação à sua meta de US$ 250.000.

## Elenco, personagens e dublagem

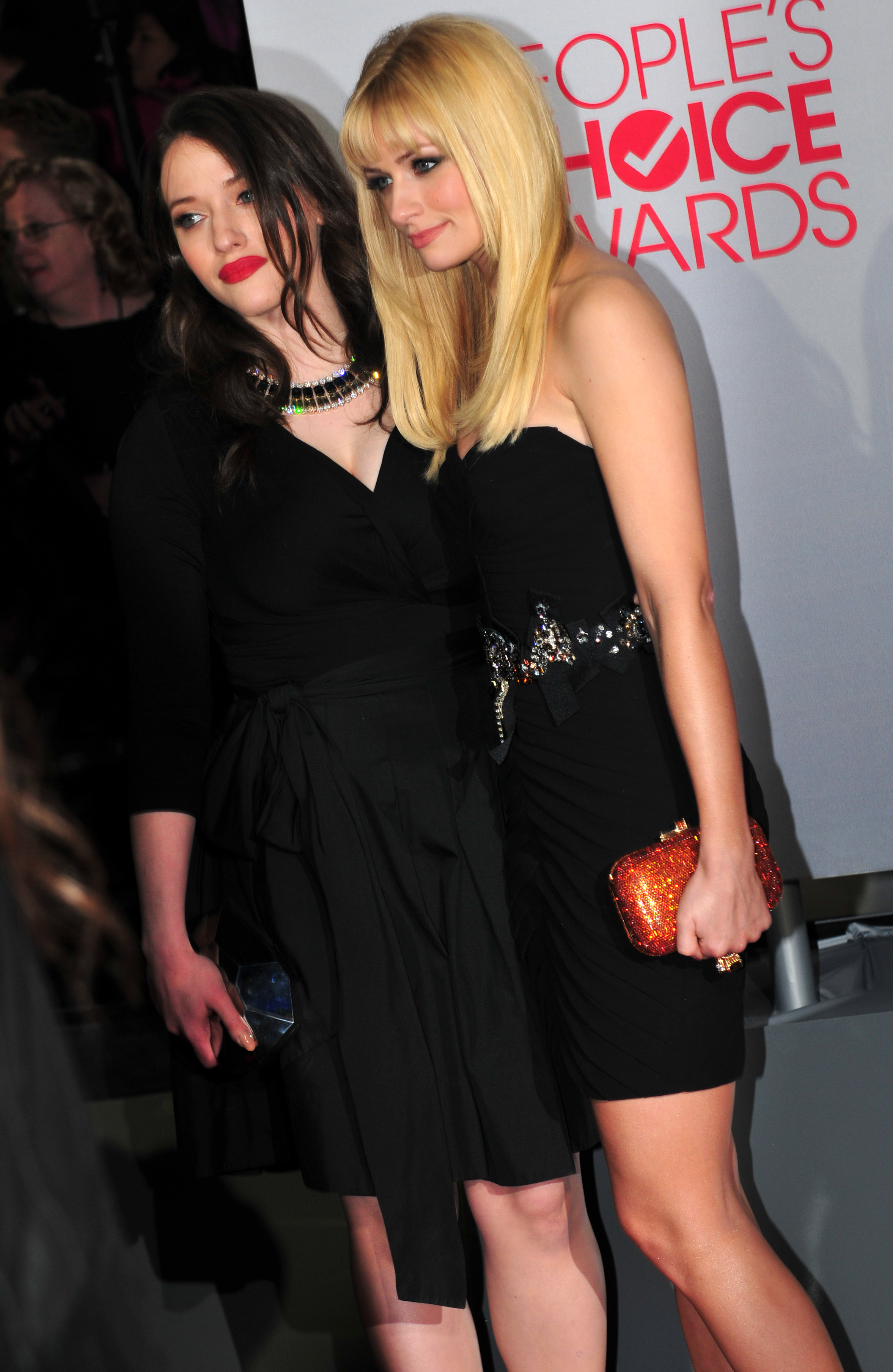
Kat Dennings e Beth Behrs no 38.º People's Choice Awards em janeiro de 2012.

| Ator/Atriz             | Personagem             | Temporadas     | Temporadas     | Temporadas     | Temporadas     | Temporadas     | Temporadas     | Dublador(a)                              |
| Ator/Atriz             | Personagem             | 1              | 2              | 3              | 4              | 5              | 6              | Dublador(a)                              |
| Elenco regular         | Elenco regular         | Elenco regular | Elenco regular | Elenco regular | Elenco regular | Elenco regular | Elenco regular | Elenco regular                           |
| ---------------------- | ---------------------- | -------------- | -------------- | -------------- | -------------- | -------------- | -------------- | ---------------------------------------- |
| Kat Dennings           | Maxine "Max" Black     | Regular        | Regular        | Regular        | Regular        | Regular        | Regular        | Sylvia Salustti                          |
| Beth Behrs             | Caroline Channing      | Regular        | Regular        | Regular        | Regular        | Regular        | Regular        | Rosane Corrêa (1–4) Adriana Torres (5–6) |
| Garrett Morris         | Earl Washington        | Regular        | Regular        | Regular        | Regular        | Regular        | Regular        | Luiz Carlos Persy                        |
| Jonathan Kite          | Oleg Golishevsky       | Regular        | Regular        | Regular        | Regular        | Regular        | Regular        | Mauro Horta                              |
| Matthew Moy            | Han Lee                | Regular        | Regular        | Regular        | Regular        | Regular        | Regular        | Luiz Sérgio Vieira                       |
| Jennifer Coolidge      | Sophie Kachenski       | Recorrente     | Regular        | Regular        | Regular        | Regular        | Regular        | Carla Pompílio                           |
| Elenco recorrente      |                        |                |                |                |                |                |                |                                          |
| Brooke Lyons           | Peach Landis           | Recorrente     |                |                |                |                |                | Adriana Torres                           |
| Nick Zano              | Johnny                 | Recorrente     | Recorrente     |                |                |                |                | Reginaldo Primo                          |
| Ryan Hansen            | Andy                   |                | Recorrente     |                |                | Recorrente     |                | Marcelo Garcia                           |
| Patrick Cox            | "Big Mary" John        |                |                | Recorrente     | Recorrente     |                |                | Ettore Zuim                              |
| Eric André             | Deacon "Deke" Bromberg |                |                | Recorrente     |                |                |                | Alexandre Moreno                         |
| Gilles Marini          | Nicolas Saintcroix     |                |                | Recorrente     |                |                |                | Duda Ribeiro                             |
| Federico Dordei        | Luis                   |                |                | Recorrente     |                |                |                | Hércules Franco                          |
| Mary Lynn Rajskub      | Bebe                   |                |                | Recorrente     |                |                |                | Angélica Borges                          |
| Sandra Bernhard        | Joedeth                |                |                |                | Recorrente     |                |                | Mabel Cezar                              |
| Austin Falk            | Nashit                 |                |                |                | Recorrente     |                |                | Charles Emmanuel                         |
| Ed Quinn               | Randy                  |                |                |                |                | Recorrente     | Recorrente     | Hércules Franco                          |
| Christopher Gorham     | Bobby                  |                |                |                |                |                | Recorrente     | —                                        |
| Elenco convidado       |                        |                |                |                |                |                |                |                                          |
| Noah Mills             | Robbie                 | Convidado      | Convidado      |                |                |                |                | Philippe Maia                            |
| Steven Weber           | Martin Channing        |                | Convidado      |                |                | Convidado      |                | Sérgio Stern                             |
| Andy Dick              | J. Petto               |                | Convidado      |                |                |                | Convidado      | Alexandre Moreno2                        |
| Cedric the Entertainer | Darius, the Hilarious  |                | Convidado      |                |                |                |                | Mauro Ramos                              |
| Missi Pyle             | Charity Channing       |                | Convidada      |                |                |                |                | Christiane Louise                        |
| Jeff Garlin            | David Bromberg         |                |                | Convidado      |                |                |                | Mauro Ramos                              |
| Lindsay Lohan          | Claire Guinness        |                |                | Convidada      |                |                |                | Andréa Murucci                           |
| Hal Linder             | Lester                 |                |                | Convidado      |                |                |                | Pietro Mário                             |
| Jesse Metcalfe         | Sebastian              |                |                |                | Convidado      |                |                | Marcos Souza                             |
| Caroline Rhea          | Bonnie                 |                |                |                | Convidada      |                |                | Larissa Lara                             |
| Jackée Harry           | Ruby                   |                |                |                |                | Convidada      |                | Vânia Alexandre                          |
| George Hamilton        | Bob                    |                |                |                |                | Convidado      |                | Dário de Castro                          |
| John Michael Higgins   | Elliot                 |                |                |                |                | Convidado      |                | Júlio Chaves                             |
| Mercedes Ruehl         | Olga                   |                |                |                |                |                | Convidada      | Mabel Cezar                              |
| French Stewart         | Mr. Bronski            |                |                |                |                |                | Convidado      | —                                        |

↑1  Rosane Corrêa dublou Caroline Channing da primeira à quarta temporada antes de ser substituída por Adriana Torres;
↑2  Andy Dick foi dublado por Sérgio Stern na segunda temporada.

### Participações especiais
- Renée Taylor como Hinda Fagel
- Steven Weber como Martin Channing, o pai de Caroline, que está na prisão pela sua participação em um esquema ilegal
- Martha Stewart como Ela mesma
- Cedric the Entertainer como Darius, o filho distante de Earl
- Caroline Aaron como Wiga, uma psíquica que Caroline visita para uma leitura sobre sua futura vida amorosa
- 2 Chainz como Ele mesmo
- Andy Dick como J. Petto, um ventríloquo que tropeça em um cupcake na loja de cupcakes de Max e Caroline e tenta processá-las depois que uma de suas marionetes se quebra. Ele retorna na estreia da sexta temporada para frustrar as tentativas das garotas de obter uma licença de bebida
- Missi Pyle como Charity Channing, a tia rica e abusiva de Caroline. Ela se recusou a dar a Max e Caroline um empréstimo para seus negócios falidos, e mais tarde admitiu que as alegações de Caroline a seus pais de que Charity era abusiva com ela (o que eles não acreditavam) eram verdadeiras
- Debra Wilson como Delores, uma funcionária exausta da agência temporária onde Max e Caroline trabalhavam
- Kym Whitley como Shirley
- Piers Morgan como Ele mesmo
- Kyle Gass como Operador
- Karen Maruyama como Su-Min Lee, a mãe de Han
- Jeff Garlin como David, o pai de Deke
- Lindsay Lohan como Claire Guinness, uma breve noiva que contrata Max e Caroline para fazer seu bolo de casamento, mas as enlouquece com sua incapacidade de tomar decisões
- Hal Linden como Lester, o senhorio do apartamento de Max e Caroline. Ele originalmente planeja expulsá-las, então diz que vai deixar que elas permaneçam se Max dormir com ele, e, finalmente, é enganado a renovar o contrato por vários anos
- Kim Kardashian como Ela mesma
- Jesse Metcalfe como Sebastian, ficante de Max. Ele trabalha como DJ em um supermercado e Max não consegue superar o quão vergonhoso seu trabalho é
- Valerie Harper como Nola Anderz, uma cliente regular do restaurante que na verdade é uma fotógrafa de sucesso
- Ellie Reed como Claire
- Caroline Rhea como Bonnie, uma comissária de bordo no aeroporto onde a segunda filial do The High está localizada
- Martha Hunt como Ela mesma
- Lily Aldridge como Ela mesma
- Judith Roberts como Astrid, a avó de Caroline que acorda do coma sem saber do enorme escândalo financeiro de sua família
- Jackée Harry como Ruby, uma dona de clube virtual que se transforma em uma cantora de jazz à noite, e que já se envolveu com Earl até que seu vício em drogas a fez partir
- George Hamilton como Bob
- Darin Brooks como Frank, o companheiro de equipe de boliche de Bobby
- John Michael Higgins como Elliot, o terapeuta de Randy
- Noah Mills como Robbie, o amante alcoólatra e mulherengo de Max
- Mercedes Ruehl como Olga, a mãe ucraniana de Oleg
- Telma Hopkins como Pilar
- French Stewart como Sr. Bronsk
- Chad Michaels como Intérprete de Cher
- RuPaul como Ele mesmo
- Brandon Jones como Jebediah, um homem Amish construindo o celeiro de Chestnut
- Nora Dunn como Teresa, a mãe de Bobby
- Annet Mahendru como Robin
- Marsha Thomason como Cashandra, interesse amoroso de Johnny
- Shangela Laquifa Wadley como Hallelujah

### Dublagem brasileira
- Estúdio: Wan Mächer
- Direção: Sheila Dorfman / Hélio Ribeiro
- Locutor: Sérgio Fortuna / Leonardo José

## Desenvolvimento e produção
A série é produzida e co-escrita por Whitney Cummings. "2 Broke Girls" foi disputada por algumas emissoras, até que a CBS fechou o contrato para produzir a primeira temporada. Em 18 de fevereiro de 2011, Kat Dennings foi a primeira a ser confirmada no elenco principal, com o papel de Max Black. Uma semana depois, em 25 de fevereiro de 2011, Beth Behrs ganhou o teste para o papel de Caroline, vencendo outras atrizes estabelecidas. Matthew Moy, Garrett Morris e Jonathan Kite foram os últimos a serem escolhidos para os papéis, em 16 de março de 2011.
A produção para a segunda temporada começou no dia 6 de agosto de 2012. Em 27 de março de 2013, a CBS renovou "2 Broke Girls" para sua terceira temporada. A série foi inteiramente gravada na frente de uma platéia ao vivo. "2 Broke Girls" foi cancelada com 138 episódios, após 6 temporadas.

## Audiência nos EUA
A primeira temporada estreou após o primeiro episódio de Two and a Half Men sem Charlie Sheen, obtendo uma média de 19,2 milhões de espectadores. Foi a maior audiência de estreia para uma série de comédia desde 2001. A série marcou um ranking de 7,1 entre adultos de 18-49 anos.
| Temporadas | # Eps | Dia e Hora                                                                          | Inicio de Temp.        | Fim de Temp.        | Ranking | Espectadores (milhões) | Adultos de 18–49 anos (média) |
| ---------- | ----- | ----------------------------------------------------------------------------------- | ---------------------- | ------------------- | ------- | ---------------------- | ----------------------------- |
| 1          | 24    | Segunda-feira, 21h30 (estréia) Segunda-feira, 20h30                                 | 19 de setembro de 2011 | 7 de maio de 2012   | 32      | 11.29                  | 4.4/11                        |
| 2          | 24    | Segunda-feira, 20h00                                                                | 24 de setembro de 2012 | 13 de maio de 2013  | 32      | 10.63                  | 3.7/9                         |
| 3          | 24    | Segunda-feira, 21h00 (1–3) Segunda-feira, 20h30 (4–21) Segunda-feira, 20h00 (22–24) | 23 de setembro de 2013 | 5 de maio de 2014   | 37      | 8.98                   | 3.8/10                        |
| 4          | 22    | Segunda-feira, 20h00                                                                | 27 de outubro de 2014  | 18 de maio de 2015  | 48      | 9.14                   | 2.6                           |
| 5          | 22    | Quinta-feira, 21h30 (1–5, 12–22) Quarta-feira, 20h00 (6–11)                         | 12 de novembro de 2015 | 12 de maio de 2016  | 54      | 8.06                   | 2.3                           |
| 6          | 22    | Segunda-feira, 21h00 (1–14) Segunda-feira, 21h30 (15–22)                            | 10 de outubro de 2016  | 17 de abril de 2017 | 52      | 7.03                   | 1.8/6                         |

## Prêmios e indicações
| Ano  | Premiação                                          | Categoria                                                                        | Trabalho                                                                    | Resultado | Ref.   |
| ---- | -------------------------------------------------- | -------------------------------------------------------------------------------- | --------------------------------------------------------------------------- | --------- | ------ |
| 2012 | People's Choice Awards                             | Programa de Comédia Estreante Favorita                                           | 2 Broke Girls                                                               | Venceu    |        |
| 2012 | Excellence in Production Design Award              | Episódio de uma Série Multi-câmera, Variedade ou não Roteirizada                 | Glenda Rovello, Conny Boettger e Amy Feldman                                | Indicado  |        |
| 2012 | Teen Choice Awards                                 | TV: Atriz Revelação                                                              | Beth Behrs                                                                  | Indicado  |        |
| 2012 | Teen Choice Awards                                 | TV: Comédia                                                                      | 2 Broke Girls                                                               | Indicado  |        |
| 2012 | Emmy Awards                                        | Excelência em Direção de Arte para uma Série Multi-Câmera                        | Glenda Rovello e Amy Feldman                                                | Venceu    |        |
| 2012 | Emmy Awards                                        | Excelência em Cinematografia para uma Série Multi-Câmera                         | Gary Baum                                                                   | Indicado  |        |
| 2012 | Emmy Awards                                        | Excelência em Edição de Imagens para uma Série Multi-Câmera de Comédia           | Darryl Bates                                                                | Indicado  |        |
| 2012 | Casting Society of America Announces Artios Awards | Episódio Piloto de Série de Comédia                                              | 2 Broke Girls                                                               | Indicado  |        |
| 2013 | Excellence in Production Design Award              | Episódio de uma Série Multi-câmera, Variedade ou não Roteirizada                 | Glenda Rovello                                                              | Indicado  |        |
| 2013 | NewNowNext Awards                                  | Participação Especial "Mais Legal"                                               | 2 Chainz                                                                    | Indicado  | [ 15 ] |
| 2013 | Young Artist Award                                 | Melhor Atuação em Série de TV - Ator Convidado Jovem de 11-13 Anos               | Jake Elliott                                                                | Indicado  |        |
| 2013 | Emmy Awards                                        | Excelência em Direção de Arte para uma Série Multi-Câmera                        | Glenda Rovello e Amy Feldman                                                | Indicado  |        |
| 2013 | Emmy Awards                                        | Excelência em Cinematografia para uma Série Multi-Câmera                         | Gary Baum                                                                   | Indicado  |        |
| 2014 | People's Choice Awards                             | Série de TV Favorita de Exibição em Rede                                         | 2 Broke Girls                                                               | Indicado  |        |
| 2014 | People's Choice Awards                             | Melhores Amigos Favoritos de TV                                                  | Caroline Channing (Beth Behrs) e Max Black (Kat Dennings)                   | Indicado  |        |
| 2014 | Emmy Awards                                        | Excelência em Direção para uma Série Multi-Câmera                                | Christian La Fountaine                                                      | Indicado  |        |
| 2015 | People's Choice Awards                             | Série de TV Favorita de Exibição em Rede                                         | 2 Broke Girls                                                               | Indicado  |        |
| 2015 | Emmy Awards                                        | Excelência em Design de Produção para um Programa Narrativo (Meia Hora ou Menos) | "And the Zero Tolerance"; "And the Fun Factory"; "And a Loan for Christmas" | Indicado  |        |
| 2015 | Emmy Awards                                        | Excelência em Edição de Imagens para uma Série Multi-Câmera de Comédia           | Darryl Bates e Ben Bosse                                                    | Indicado  |        |
| 2015 | Emmy Awards                                        | Excelência em Cinematografia para uma Série Multi-Câmera                         | Christian La Fountaine                                                      | Indicado  |        |
| 2016 | People's Choice Awards                             | Série de TV Favorita de Exibição em Rede                                         | 2 Broke Girls                                                               | Indicado  |        |
| 2016 | Emmy Awards                                        | Excelência em Edição de Imagens para uma Série Multi-Câmera de Comédia           | Darryl Bates                                                                | Indicado  |        |
| 2017 | Emmy Awards                                        | Excelência em Edição de Imagens para uma Série Multi-Câmera de Comédia           | Chris Poulos                                                                | Indicado  |        |
| 2017 | Emmy Awards                                        | Excelência em Cinematografia para uma Série Multi-Câmera                         | Christian La Fountaine                                                      | Indicado  |        |